# Illegal 2001
Illegal 2001 ist eine deutsche Rockband, deren Mitglieder aus den schleswig-holsteinischen Städten Bad Bramstedt, Eckernförde, Neumünster, Kiel und Tappendorf  kommen. Zu ihren bekanntesten Songs zählen A7 (Ich lauf durch jede Wüste), Nie wieder Alkohol, Dosenbier und Wir trinken gern.

## Geschichte
Die Band wurde 1988 in Schleswig-Holstein gegründet. 1992 veröffentlichte sie ihr Debüt-Album Skandal im Eigenvertrieb. Kurz darauf bekam sie einen Plattenvertrag. Schnell wurde die Gruppe überregional bekannt und erhielt noch im selben Jahr den Echo-Preis der Deutschen Phono-Akademie als beste Nachwuchsband. Die Band wurde von Radio Schleswig-Holstein für „R.SH-Gold“ nominiert und erhielt die begehrte Trophäe in der gleichnamigen Gala.
Es folgten mehrere Touren durch Deutschland sowie Open-Air-Festivals (u. a. in Lüneburg 1995 zusammen mit Status Quo, Elton John, Jule Neigel, Joe Cocker, Eros Ramazzotti, Rod Stewart, Wolfgang Niedecken und anderen). Mitte der Neunziger ging Illegal 2001 als Vorgruppe von Pur auf Deutschland-Tour.
1997 war Illegal 2001 mit dem Titelsong auf dem Soundtrack des Peter-Timm-Films Dumm gelaufen vertreten. Vier Jahre später nahm die Band am nationalen Vorentscheid für den Eurovision Song Contest teil und belegte Platz 5.
Nach vielen Jahren ohne neues Album und nur gelegentlichen Konzerten erfolgten seit Sommer 2007 eine Clubtour und weitere Konzerte.
Am 28. August 2010 war die Band Headliner der „Jübek Open Air Revival Party“. Zwischen 1991 und 1995 war sie bereits häufig auf dem Festival Jübek Open Air aufgetreten, zunächst als regionaler Newcomer, zuletzt als einer der Hauptacts.

## Sonstiges
Bassist Fred Sonnenschein ist der Stiefvater von Timo Sonnenschein, dem Rapper der Band Panik. Sänger Thomas Lötzsch und der ehemalige Gitarrist Stephan Vollbehr produzierten als „Illegal Light“ den offiziellen Hölle-Nord-Song der Handballmannschaft SG Flensburg-Handewitt mit dem Titel „Wir gewinnen immer“.

## Diskografie

### Studioalben
- 1990 – Harte Zeiten
- 1993 – Skandal
- 1994 – Auweia
- 1996 – Alarm
- 1998 – Frisch
- 1999 – Nie wieder Alkohol
- 2001 – Ich kaufe ein 'V'

### Livealben
- 2001 – Illegal 2001 – live

### Singles
- 1993 – Sei mein Freund
- 1993 – A7
- 1994 – Alles aus Liebe
- 1994 – Nie wieder Alkohol
- 1995 – Einmal um die Erde
- 1995 – Dosenbier
- 1996 – Alarm
- 1996 – Ewig und drei Tage
- 1997 – Weihnachtstraum
- 1998 – Heute ist ein guter Tag
- 1998 – Ich liebe dich
- 2000 – Wir trinken gern
- 2001 – Ich weiß es nicht

### Videoalben
- 1995 – Auwideo

### Sonstiges
- 1996 – Unendliche Weiten auf dem Album „Star Trek – 30 Years a Tribute“
- 1997 – Dumm gelaufen auf dem Soundtrack-Album Dumm gelaufen

## Auszeichnungen
RSH-Gold
- 1994: in der Kategorie „Gruppe Regional“[5]

Echo
- 1994: in der Kategorie „Nationaler Newcomer des Jahres“[6][7]

## Einzelbelege
1. ↑  illegale Termine
2. ↑  Jübek Open Air: Mythos Motodrom, abgerufen am 11. September 2010. Archiviert vom Original am 5. Juni 2010; abgerufen am 20. Oktober 2015.
3. ↑  Historie, abgerufen am 7. Oktober 2012. Archiviert vom Original am 15. April 2012; abgerufen am 20. Oktober 2015.
4. 1 2  Chartquellen: DE
5. ↑  RSH-Gold Verleihung 1994
6. ↑  ECHO | Preisträger-Datenbank. Abgerufen am 30. November 2019.
7. ↑  Illegale Biografie. In: Homepage der Band. Illegal 2001, abgerufen am 30. November 2019.